# Verbandsgemeinde
Um Verbandsgemeinde (plural: Verbandsgemeinden; português: corporações ou corpos administrativos centrais) são corporações de direito público existentes no estado de Renânia-Palatinado e Saxônia-Anhalt, na Alemanha.
No estado de Renânia-Palatinado existem 163 Verbandsgemeinden que, na maioria, foram fundados em 1969. Um distrito no estado de Renânia-Palatinado consiste de vários Verbandsgemeinden.

## Organização
Um Verbandsgemeinde consiste de diversos municípios de um mesmo distrito, chamados de municípios membros (em alemão: Ortsgemeinde, singular). Municípios que não pertencem a um Verbandsgemeinde são chamados de Einheitsgemeinde (singular).
O Verbandsgemeinde possui sua própria sede política e um presidente ou chefe, que pode ter, dependendo do estado, o título de prefeito (Bürgermeister).
Através do estabelecimento de um Verbandsgemeinde, municípios independentes de um mesmo distrito podem formar uma nova corporação de direito público, que assume determinadas funções dos municípios membros. Os municípios membros permanecem independentes. O nome do Verbandsgemeinde geralmente refere-se ao nome da sede administrativa.

## Sede administrativa
A sede administrativa de um Verbandsgemeinde é localizado geralmente no maior município, classificado como cidade, de um Verbandsgemeinde. Se a cidade pertence ao Verbandsgemeinde, ela também é chamada verbandsangehörige Stadt (singular).
Em casos especiais, a sede administrativa de um Verbandsgemeinde não é membro de um Verbandsgemeinde. Estes municípios são chamados de verbandsfreie Städte und Gemeinden (plural).

## Atribuições
Entre as atribuições de um Verbandsgemeinde estão a canalização de esgoto, administração das instalações esportivas e de lazer e dos corpos de bombeiros. Um Verbandsgemeinde pode cuidar ainda do funcionamento das escolas primárias, da manutenção de estradas que conectam os municípios membros e de outras atribuições dos municípios membros que possam ser transferidas, como por exemplo os assuntos relacionados ao turismo.
Outros estados da Alemanha possuem mecanismos semelhantes, porém, com diferentes designações e atribuições.